# Joe Mazzuca
Joseph Salvatore Mazzuca (Maywood, 21 maggio 1981) è un giocatore di baseball statunitense con cittadinanza italiana.

## Carriera

### Club
Proveniente dalla Holy Cross High School, Mazzuca ha trascorso il periodo universitario tra il Saint Joseph's College nell'Indiana, la Creighton University e la NIU (Northern Illinois University). Nel 2002 il cambio di istituto gli è costato un anno di inattività, a causa dei regolamenti NCAA in materia di trasferimenti.
Nel 2003 è stato scelto al draft MLB (12º giro, 343ª scelta) dai Florida Marlins, che però lo hanno girato nelle minors alla loro squadra in Gulf Coast League a livello Rookie. Nello stesso anno gioca anche a livello A- con i Jamestown Jammers, mentre l'annata successiva la trascorre con i Greensboro Bats a livello A.
Nel 2005 arriva in Italia, precisamente a Godo, formazione che vincerà il campionato di Serie A2 ottenendo la promozione in A1. Mazzuca rimane nel paese ravennate fino al 2007, poi si trasferisce alla Fortitudo Baseball Bologna con cui ottiene successi a livello nazionale e continentale. Nel 2012 avviene il passaggio al San Marino.

### Nazionale
Dopo una prima apparizione in azzurro ai Mondiali Universitari 2006, Mazzuca ha debuttato con la Nazionale maggiore nel 2007 in occasione dell'Italian Baseball Week. Ha fatto parte della selezione che vinse gli Europei 2010.

## Palmarès

### Club
- Campionati italiani: 3

Bologna: 2009
San Marino: 2012, 2013
- Coppa Italia: 2

Bologna: 2008, 2010
- European Cup: 2

Bologna: 2010
San Marino: 2014

### Nazionale
- Campionati europei: 1

Italia: 2010